# Sekurič
Sekurič es un pueblo ubicado en la municipalidad de Rekovac, en el distrito de Pomoravlje, Serbia.

## Superficie
Posee una superficie de 35,32 kilómetros cuadrados.

## Demografía
Hasta 2011 la población era de 618 habitantes, con una densidad de población de 17,50 habitantes por kilómetro cuadrado.